# لرد نخست دریا
لرد اول دریا (به انگلیسی: First Sea Lord) رئیس نظامی نیروی دریایی پادشاهی بریتانیا است. در مقابل مقام لرد اول دریاداری (به انگلیسی: First Lord of the Admiralty) نیز وجود داشت که رئیس سیاسی و اداری نیروی دریایی بود. مقام دوم در سال ۱۹۶۴ در وزارت دفاع بریتانیا ادغام شد.
سمت لرد اول دریا اولین بار در سال ۱۶۸۹ با عنوان اولیه لرد ارشد دریایی در هیئت دریاداری (به انگلیسی: Senior Naval Lord to the Board of Admiralty) ایجاد شد و عنوان آن در سال ۱۷۷۱ به لرد اول نیروی دریایی (به انگلیسی: First Naval Lord) تغییر کرد و عنوان فعلی در نهایت در سال ۱۹۰۴ انتخاب شد. متصدی فعلی این مقام ارتشبد گوین جنکینز است که از مه ۲۰۲۵ به این سمت منصوب شده. کشتی لرد اول دریا از سال ۲۰۱۲ به این سو، کشتی جنگی بزرگ هوریشیو نلسون، اچ‌ام‌اس ویکتوری است.